# Чемпионат Европы по шорт-треку 2015
19-й чемпионат Европы по шорт-треку прошёл 23-25 января 2015 года в Дордрехте (Нидерланды). Спортсмены выступали во всех трёх дистанциях (500, 1000 и 1500 метров). В суперфинал, в котором определялся абсолютный чемпион Европы, попадали 8 спортсменов, имеющих лучшую сумму результатов на двух лучших дистанциях.

## Медальный зачёт
| Количество завоёванных медалей | Количество завоёванных медалей | Количество завоёванных медалей | Количество завоёванных медалей | Количество завоёванных медалей | Количество завоёванных медалей |
| ------------------------------ | ------------------------------ | ------------------------------ | ------------------------------ | ------------------------------ | ------------------------------ |
|                                | Страна                         | Золото                         | Серебро                        | Бронза                         | Всего                          |
| 1                              | Россия                         | 4                              | 5                              | 3                              | 12                             |
| 2                              | Нидерланды                     | 3                              | 3                              | 2                              | 8                              |
| 3                              | Великобритания                 | 3                              | 0                              | 0                              | 3                              |
| 4                              | Польша                         | 0                              | 0                              | 2                              | 2                              |
| 5                              | Венгрия                        | 0                              | 1                              | 1                              | 2                              |
| 6                              | Италия                         | 0                              | 1                              | 0                              | 1                              |
| 7                              | Франция                        | 0                              | 0                              | 1                              | 1                              |
| 8                              | Литва                          | 0                              | 0                              | 1                              | 1                              |
| Всего                          | Всего                          | 10                             | 10                             | 10                             | 30                             |

## Медалисты

### Мужчины
| Соревнование    | Золото                                                                                        | Серебро                                                                           | Бронза                                                                                       |
| --------------- | --------------------------------------------------------------------------------------------- | --------------------------------------------------------------------------------- | -------------------------------------------------------------------------------------------- |
| 500 м           | Виктор Ан                                                                                     | Шинки Кнегт                                                                       | Семён Елистратов                                                                             |
| 1000 м          | Шинки Кнегт                                                                                   | Фрек ван дер Варт                                                                 | Семён Елистратов                                                                             |
| 1500 м          | Шинки Кнегт                                                                                   | Семён Елистратов                                                                  | Дан Бреувсма                                                                                 |
| 3000 м          | Владислав Быканов                                                                             | Виктор Ан                                                                         | Семён Елистратов                                                                             |
| Многоборье      | Шинки Кнегт                                                                                   | Виктор Ан                                                                         | Семён Елистратов                                                                             |
| Эстафета 5000 м | Россия · Виктор Ан · Семён Елистратов · Владимир Григорьев · Дмитрий Мигунов · Руслан Захаров | Венгрия · Виктор Кнох · Чаба Бурьян · Шаолинь Шандор Лю · Лю Шаоанг · Бенце Береш | Нидерланды · Дан Бреувсма · Фрек ван дер Варт · Шинки Кнегт · Ицхак де Лаат · Адвин Снеллинк |

### Женщины
| Соревнование    | Золото | Серебро                                                                            | Бронза                                                                   |
| --------------- | --- | ---------------------------------------------------------------------------------- | ------------------------------------------------------------------------ |
| 500 м           | Элиз Кристи                                                                                                   | Софья Просвирнова                                                                  | Патриция Малишевская                                                     |
| 1000 м          | Софья Просвирнова                                                                                             | Арианна Фонтана                                                                    | Агне Серекайте                                                           |
| 1500 м          | Элиз Кристи                                                                                                   | Софья Просвирнова                                                                  | Вероник Пьеррон                                                          |
| 3000 м          | Патриция Малишевская                                                                                          | Элиз Кристи                                                                        | Вероник Пьеррон                                                          |
| Многоборье      | Элиз Кристи                                                                                                   | Софья Просвирнова                                                                  | Патриция Малишевская                                                     |
| Эстафета 3000 м | Россия · Софья Просвирнова · Эмина Малагич · Екатерина Константинова · Евгения Захарова · Екатерина Стрелкова | Нидерланды · Лара ван Рёйвен · Сюзанне Схюлтинг · Рианне де Врис · Яра ван Керкхоф | Венгрия · Сандра Лайтош · Бернадетт Хеидум · Шара Бачкаи · Петра Ясапати |

## Результаты

### Мужчины

#### Многоборье
| Место | Участник          | Очки |
| ----- | ----------------- | ---- |
| 1.    | Шинки Кнегт       | 97   |
| 2.    | Виктор Ан         | 71   |
| 3.    | Семён Елистратов  | 60   |
| 4.    | Владислав Быканов | 45   |
| 5.    | Фрек ван дер Варт | 32   |
| 6.    | Дан Бреувсма      | 21   |
| 7.    | Виктор Кнох       | 12   |
| 8     | Шаолинь Шандор Лю | 9    |
| 9     | Тибо Фоконне      | 3    |
| 10    | Юрий Конфортола   | 1    |
| 11    | Бартош Конопко    | 1    |

##### Финалисты на дистанциях
500 метров
| Место | Участник          | Время  | Очки |
| ----- | ----------------- | ------ | ---- |
| 1.    | Виктор Ан         | 41,780 | 34   |
| 2.    | Шинки Кнегт       | 41,834 | 21   |
| 3.    | Семён Елистратов  | 41,935 | 13   |
| 4.    | Фрек ван дер Варт | 41,953 | 8    |
| 5.    | Шаолинь Шандор Лю | 41,369 | 5 *  |
| 6.    | Владислав Быканов | 41,480 | 3 *  |
| 7.    | Дан Бреувсма      | 41,501 | 2 *  |
| 8.    | Бартош Конопко    | 42,656 | 1 *  |

* участники финала Б.
1000 метров
| Место | Участник          | Время    | Очки |
| ----- | ----------------- | -------- | ---- |
| 1.    | Шинки Кнегт       | 1.27,775 | 34   |
| 2.    | Фрек ван дер Варт | 1.27936  | 21   |
| 3.    | Семён Елистратов  | 1.28,245 | 13   |
| 4.    | Виктор Ан         | 1.29,810 | 8    |
| 5.    | Виктор Кнох       | 1.27,165 | 5 *  |
| 6.    | Владислав Быканов | 1.27,233 | 3 *  |
| 7.    | Шаолинь Шандор Лю | 1.27,284 | 2 *  |
| 8     | Дан Бреувсма      | 1.28,847 | 1 *  |

* участники финала Б.
1500 метров
| Место | Участник          | Время    | Очки |
| ----- | ----------------- | -------- | ---- |
| 1.    | Шинки Кнегт       | 2.20,320 | 34   |
| 2.    | Семён Елистратов  | 2.20,351 | 21   |
| 3.    | Дан Бреувсма      | 2.20,580 | 13   |
| 4.    | Виктор Ан         | 2.20,594 | 8    |
| 5.    | Виктор Кнох       | 2.20,726 | 5    |
| 6.    | Тибо Фоконне      | 3.06,746 | 3    |
| 7.    | Шаолинь Шандор Лю | PEN      | 1    |
| 8     | Юрий Конфортола   | 2.24,201 | 1 *  |

* первое место в финале Б.
3000 метров — суперфинал
| Место | Участник          | Время    | Очки |
| ----- | ----------------- | -------- | ---- |
| 1.    | Владислав Быканов | 4:54.151 | 34   |
| 2.    | Виктор Ан         | 5.08,812 | 21   |
| 3.    | Семён Елистратов  | 5.08,886 | 13   |
| 4.    | Шинки Кнегт       | 5.09,074 | 8    |
| 5.    | Дан Бреувсма      | 5.09,255 | 5    |
| 6.    | Фрек ван дер Варт | 5.10,656 | 3    |
| 7.    | Виктор Кнох       | 5.11,712 | 2    |
| 8     | Шаолинь Шандор Лю | 5.18,677 | 1    |

#### Эстафета 5000 м
| Место | Участник                                                                                                | Время      |
| ----- | --- | ---------- |
| 1.    | Россия · Виктор Ан · Семён Елистратов · Владимир Григорьев · Дмитрий Мигунов · Руслан Захаров           | 6.52,595   |
| 2.    | Венгрия · Виктор Кнох · Чаба Бурьян · Шаолинь Шандор Лю · Шаоанг Лю · Бенце Береш                       | 6.53,439   |
| 3.    | Нидерланды · Дан Бреувсма · Фрек ван дер Варт · Шинки Кнегт · Ицхак де Лаат · Адвин Снеллинк            | 6.51,887   |
| 4.    | Италия · Никола Родигари · Юрий Конфортола · Давид Вискарди · Томмазо Дотти · Массимо Гурини            | 6.53,856   |
| 5.    | Франция · Максим Шатенье · Себастьян Лепап · Венсан Жанне · Тристан Наварро · Тибо Фоконне              | 6.55,034 * |
| 6.    | Великобритания · Джон Или · Джек Уэлборн · Ричард Шобридж · Билли Симмс · Пол Стэнли                    | 6.52,874 * |
| 7.    | Германия · Торстен Крюгер · Ханнес Крюгер · Йонас Кауфман-Людвиг · Леон Кауфман-Людвиг · Кристоф Шуберт | 6.57,357 * |
| 8.    | Украина · Александр Желтоног · Артём Хмелевский · Дмитрий Полтавец · Сергей Лифиренко                   | 7.11,665 * |
| 9.    | Польша · Войцех Каменский · Шимон Вильчик · Бартош Конопко · Адам Филипович                             | **         |
| 10.   | Болгария · Димитр Георгиев · Цветан Цанков · Даниел Застругов · Клаудио Насри                           | **         |
| 10.   | Турция · Селим Танрикулу · Мендерес Эрен · Сердар Илтир · Фират Ярдымчи                                 | **         |
|       | Беларусь · Евгений Рыжов · Александр Орлов · Максим Сергеев · Александр Волков                          | PEN **     |

* участники финала Б.
* * не отобрались в финал.

### Женщины

#### Многоборье
| Место | Участник                | Очки |
| ----- | ----------------------- | ---- |
| 1.    | Элиз Кристи             | 89   |
| 2.    | Софья Просвирнова       | 79   |
| 3.    | Патриция Малишевская    | 52   |
| 4.    | Арианна Фонтана         | 36   |
| 5.    | Вероник Пьеррон         | 28   |
| 6.    | Агне Серекайте          | 23   |
| 7.    | Шарлотт Гилмартин       | 17   |
| 8.    | Лара ван Рёйвен         | 14   |
| 9     | Евгения Захарова        | 5    |
| 10    | Анна Зайдель            | 3    |
| 11    | Лючия Перетти           | 3    |
| 12    | Яра ван Керкхоф         | 2    |
| 13    | Екатерина Константинова | 1    |
| 14    | Вероника Виндиш         | 1    |

##### Финалисты на дистанциях
500 метров
| Место | Участник             | Время    | Очки |
| ----- | -------------------- | -------- | ---- |
| 1.    | Элиз Кристи          | 43,295   | 34   |
| 2.    | Софья Просвирнова    | 43,381   | 23   |
| 3.    | Патриция Малишевская | 43,571   | 13   |
| 4.    | Агне Серекайте       | 43,959   | 8    |
| 5.    | Арианна Фонтана      | 44,837   | 5 *  |
| 6.    | Шарлотт Гилмартин    | 45,030   | 3 *  |
| 7.    | Вероник Пьеррон      | 47,141   | 2 *  |
| 8     | Лара ван Рёйвен      | 1.07,802 | 1 *  |

* участники финала Б.
1000 метров
| Место | Участник          | Время    | Очки |
| ----- | ----------------- | -------- | ---- |
| 1.    | Софья Просвирнова | 1.35,395 | 34   |
| 2.    | Арианна Фонтана   | 1.35,536 | 23   |
| 3.    | Агне Серекайте    | 1.35,758 | 13   |
| 4.    | Шарлотт Гилмартин | 1.35,833 | 8    |
| 5.    | Евгения Захарова  | 1.37,914 | 5 *  |
| 6.    | Анна Зайдель      | 1.38,026 | 3 *  |
| 7.    | Яра ван Керкхоф   | 1.38,051 | 2 *  |
| 8     | Вероника Виндиш   | 1.38,674 | 1 *  |

* участники финала Б.
1500 метров
| Место | Участник                | Время    | Очки |
| ----- | ----------------------- | -------- | ---- |
| 1.    | Элиз Кристи             | 2.42,939 | 34   |
| 2.    | Софья Просвирнова       | 2.43,097 | 21   |
| 3.    | Вероник Пьеррон         | 2.43,207 | 13   |
| 4.    | Лара ван Рёйвен         | 2.43,576 | 8    |
| 5.    | Шарлотт Гилмартин       | 2.43,626 | 5    |
| 6.    | Лючия Перетти           | 2.44,688 | 3    |
| 7.    | Арианна Фонтана         | 3.10,894 | 2    |
| 8.    | Екатерина Константинова | 2.43,809 | 1 *  |

* первое место в финале Б.
3000 метров — суперфинал
| Место | Участник             | Время    | Очки |
| ----- | -------------------- | -------- | ---- |
| 1.    | Патриция Малишевская | 5.23,622 | 34   |
| 2.    | Элиз Кристи          | 5.25,949 | 21   |
| 3.    | Вероник Пьеррон      | 5.27,041 | 13   |
| 4.    | Арианна Фонтана      | 5.28,129 | 8    |
| 5.    | Лара ван Рёйвен      | 5.29,144 | 5    |
| 6.    | Софья Просвирнова    | 5.29,890 | 3    |
| 7.    | Агне Серекайте       | 5.30,274 | 2    |
| 8.    | Шарлотт Гилмартин    | 5.34,230 | 1    |

#### Эстафета 3000 м
| Место | Участник | Время    |
| ----- | --- | -------- |
| 1.    | Россия · Екатерина Стрелкова · Эмина Малагич · Софья Просвирнова · Екатерина Константинова · Евгения Захарова | 4.18,084 |
| 2.    | Нидерланды · Лара ван Рёйвен · Сюзанне Схюлтинг · Рианне де Врис · Яра ван Керкхоф                            | 4.18,174 |
| 3.    | Венгрия · Сандра Лайтош · Бернадетт Хеидум · Сара Лука Бачкаи · Петра Ясапати                                 | 4.18,658 |
| 4.    | Италия · Арианна Вальчепина · Арианна Фонтана, Элена Вивьяни · Лючия Перетти · Федерика Томболато             | 4.18,748 |
| 5.    | Польша · Наталия Малишевская · Оливия Гавлица · Патриция Малишевская · Марта Вуйцик · Магдалена Варакомская   | 4.23,730 |
| 6.    | Болгария · Катрин Манойлова · Нели Цанкова · Анна Якимова · Рая Захариева · Румяна Димитрова                  | 4.27,061 |
| 7.    | Украина · Елена Коринчук · Мария Долгополова · Диана Михальчук · София Власова                                | 4.28,092 |
|       | Беларусь · Екатерина Скляренко · Людмила Царикова · Ольга Талаева · Мария Кулько                              | PEN      |

- В многоборье указаны спортсмены, набравшие очки.